# Furggahorn
Furggahorn är en bergstopp i Schweiz.   Den ligger i regionen Prättigau/Davos och kantonen Graubünden, i den östra delen av landet, 170 km öster om huvudstaden Bern. Toppen på Furggahorn är 2 727 meter över havet, eller 127 meter över den omgivande terrängen. Bredden vid basen är 0,72 km.
Terrängen runt Furggahorn är huvudsakligen bergig, men åt nordost är den kuperad. Närmaste större samhälle är Davos, 9,1 km öster om Furggahorn. 
Trakten runt Furggahorn består i huvudsak av gräsmarker. Runt Furggahorn är det ganska glesbefolkat, med 39 invånare per kvadratkilometer.